# Heybətulla Hacıəliyev
Heybətulla Hacıəliyev (ur. 30 czerwca 1991 w Mugarty) – azerski bokser, uczestnik igrzysk w 2012.
W 2009 roku zajął trzecie miejsce na młodzieżowych mistrzostwach Europy. Rok później został mistrzem kraju, a także zajął 9. miejsce na mistrzostwach Europy. W 2011 ponownie został najlepszym bokserem Azerbejdżanu. Zajął też trzecie miejsce na mistrzostwach Europy, na których przegrał w półfinale z Irlandczykiem Raymondem Moylettem 16:18.
Na igrzyskach w Londynie wystartował w wadze lekkopółśredniej, jednakże odpadł już w pierwszej rundzie, przegrywając z Tunezyjczykiem Abderrazakiem Houyą 16:19.
Na mistrzostwach Europy w 2013 odpadł w ćwierćfinale, przegrywając z Dmitrim Galagotem z Mołdawii.